# Elaeoselinum
- Commons
- Wikispecies

Elaeoselinum é um género botânico pertencente à família Apiaceae.